# Сражение при Нью-Маркете
Сражение при Нью-Маркете (англ. The Battle of New Market) произошло 15 мая 1864 года в ходе кампании в долине Шенандоа (1864) американской гражданской войны. Небольшая армия Конфедерации под командованием Джона Брекинриджа смогла остановить армию федерального генерала Франца Зигеля и заставила его отступить из долины Шенандоа.

## Предыстория
Весной 1864 года главнокомандующий федеральной армией генерал Грант начал планировать наступление на Ричмонд, и в этих планах много внимания было уделено контролю над долиной Шенандоа. Грант предполагал наступать основными силами на позиции армии генерала Ли в восточной Вирджинии, а Францу Зигелю поручил возглавить армию в 10 000 человек, занять долину и угрожать левому флангу армии Ли. Зигель начал наступление на Стаутон, чтобы соединиться с отрядом Джорджа Крука, который наступал из Западной Вирджинии, стремясь разрушить железную дорогу Вирджиния-Теннесси. Силы Зигеля насчитывали 9000 человек и 28 орудий. Они состояли из пехотной дивизии Иеремии Салливана и кавалерийской дивизии генерал-майора Джулиуса Стейхла. По ходу кампании Зигелю пришлось отправлять часть сил в другие места и в итоге к началу сражения он имел 6300 человек.
Услышав про появление Зигеля, генерал-майор Конфедерации Джон Брекинридж собрал вместе все имеющиеся силы, чтобы остановить вторжение. Ему удалось собрать две пехотные бригады: Джона Эчолса и Габриеля Уартона и кавалерийскую бригаду Джона Имбодена. Отряд был усилен так же кадетским корпусом из учеников Вирджинского Военного Института (ВВИ), которыми командовал подполковник Скотт Шип. Этот отряд насчитывал 247 кадетов и два орудия. Брекинридж разместил свой отряд в Стаутоне, а кавалерия Имбодена замедляла наступление Зигеля по долине. Утром 13 мая Брекинридж решил выступить на север и атаковать Зигеля, вместо того, чтобы ждать его под Стаутоном. К вечеру того дня передовые отряды Зигеля подошли к селению Нью-Маркет, а отряды Брекинриджа подошли к Лэси-Спрингс в 8 милях от Нью-Маркета. Южане начали наступление в час ночи 15 мая, надеясь застать противника врасплох и разгромить.

## Силы сторон
Федеральные силы состояли из двух дивизий под общим командованием Франца Зигеля.
Пехотная дивизия Иеремии Салливана
- Бригада полковника Огастуса Мура

1. 18-й коннектикутский полк; майор Генри Паел
2. 28-й огайский полк; подполковник Готтфрид Бекер
3. 116-й огайский полк; полковник Джеймс Уашберн
4. 123-й огайский полк, майор Хорас Келлог

- Бригада полковника Джозефа Тоберна

1. 34-й массачусетский; полковник Джордж Уэллс
2. 54-й пенсильванский; полковник Джекоб Кемпбелл
3. 1-й западновирджинский; подполковник Джекоб Уэддл
4. 12-й западновирджинский; полковник Уильям Кертис

Кавалерийская дивизия Джулиуса Стейхла
- Бригада Уильяма Тиббитса
- Бригада Джона Уинкупа

Силы Конфедерации состояли из пехотной дивизии и нескольких дополнительных подразделений под общим командованием Брекинриджа.
- Бригада Джона Эчолса

1. 22-й вирджинский полк; полковник Джордж Паттон
2. 23-й вирджинский батальон; подполковник Кларенс Деррик
3. 26-й вирджинский батальон; подполковник Джордж Эдгар

- Бригада Габриэля Уартона

## Перестрелка 14 мая
Утром 14 мая полковник Мур получил от бригадного генерала Салливана приказ взять три пехотных полка, кавбригаду и шесть стволов артиллерии и отправиться к Монт-Джексон и прощупать позиции Имбодена на Руд-Хил. В 11 утра Мур вышел из лагеря под Вудстоком, взяв с собой 1-й вирджинский, 34-й коннектикутский полки и часть батареи В мерилендского артполка. К нему присоединился полковник Уинкуп (300 всадников). В Эденберге к Муру присоединился 123-й огайский полк.
В 15:00 кавалерийский отряд полковника Квина вступил в перестрелку с противником. 1-й нью-йоркский кавалерийский полк атаковал 18-й вирджинский полк Имбодена и заставил его отступить к Нью-Маркету. Имбоден занял позицию к югу от Нью-Маркета, где его 18-й вирджинский и 23-й вирджинский кавполки спешились и заняли линию обороны. Северяне дважды атаковали Имбодена, но оба раза были отбиты. Ночью Имбоден отступил на юг.

## Сражение
Утром три полка Мура стояли около Нью-Маркета. В 03:00 разведка донесла, что Имбоден покинул свои позиции. Мур послал разъезды на поиски противника и в 07:00 ему донесли, что южане снова наступают и сейчас находятся в 4-х милях от Нью-Маркета. Когда южане подошли на милю, Мур приказал своей артиллерии (батареям Сноу и Эвинга) открыть огонь.
Брекинридж развернул бригаду Уартона на левом фланге западнее Велли-Тенпайка, а бригаду Эчолса на правом фланге прямо на дороге. Эчолс был болен в то утро, поэтому его бригадой командовал полковник Джордж Паттон. Батальон кадетов держали в резерве, а кавалерия Имбоена находилась восточнее дороги. Брекинридж пытался спровоцировать федералов на атаку, однако Мур остался на своей позиции. Около 11:00 Брекинрдж решился провести атаку пехотой, а кавалерия Имбодена переправилась через Смит-Крик восточнее Нью-Маркета, переместилась севернее и там снова перешла реку в тыл армии северян. В это время прибыл федеральный генерал Стейхел, а за ним и сам Зигель.
Около полудня Брекинридж начал атаку и постепенно оттеснил пехотную бригаду Мура с Мэнор-Хилл, и затем далее на север, навстречу остальной армии Зигеля, которая разворачивалась на холме севернее фермы Джекоба Башонга, который известен сейчас как Башонг-Хилл.
В это время южане, пройдя Нью-Маркет, остановились чтобы навести порядок в рядах и подтянуть артиллерию. В 14:00 Брекинридж повторил атаку. Под плотным огнём противника центр линии южан оказался дезорганизован, правый фланг 51-го вирджинского полка и 30-й вирджинский батальон отступили. В этой ситуации Брекинридж неохотно приказал закрыть брешь кадетами вирджинской академии. Батальон был направлен к саду Башонга, где был ранен подполковник Шип. Его заменил капитан Генри Уайз. В это время Зигель провел две контратаки. На левом фланге Стейхел послал в атаку кавалерию, но был отбит. На правом фланге пошли в атаку три пехотных полка, но так же были отбиты.
Отразив атаку северян, Брекинридж возобновил наступление примерно в 15:00. Во время этой атаки многие кадеты академии потеряли свою обувь в грязи на поле, которое с тех пор стало называться «полем потерянных башмаков» (Field of Lost Shoes). Когда южане подошли слишком близко к федеральной артиллерии, северяне вынуждены были отойти. При этом было потеряно 5 орудий, из которых одно захватили кадеты. В это время на поле боя прибыла батарея В 5-го артиллерийского полка федеральной армии и два пехотных полка. Этим частям удалось остановить наступление южан.

…наступление продолжилось, пока мы не прошли дом Башонга, примерно в миле за Нью-Маркетом, все ещё с левой стороны дороги. Вражеская артиллерия открыла по нам огонь картечью с расстояния 250 или 300 ярдов, и одновременно к бою подключились их длинные пехотные цепи. Огонь был испепеляющий. Казалось невозможным, чтобы живое существо смогло спастись. Здесь мы понесли свои самые тяжелые потери, многие были ранены или повержены на землю, стонущими и временно бессильными. Здесь выбыл из строя и я, и командование перешло к капитану Г. А. Уайзу, из роты А. Он храбро продолжил атаку. В это время мы оказались на передовой линии. Мы заняли позицию за изгородью. Последовала ожесточённая перестрелка. Выстрел, рывок — и день был наш. Враг отступил в беспорядке, оставив убитых, раненых, артиллерию и пленных в наших руках.
Оригинальный текст (англ.)–  The advance was thus continued until having passed Bushong's house, a mile or more beyond New Market, and still to the left of the main road, the enemy's batteries, at 250 or 300 yards, opened upon us with canister and case-shot, and their long lines of infantry were put into action at the same time. The fire was withering. It seemed impossible that any living creature could escape; and here we sustained our heaviest loss, a great many being wounded and numbers knocked down, stunned, and temporarily disabled. I was here disabled for a time, and the command devolved upon Captain H. A. Wise, Company A. He gallantly pressed onward. We had before this gotten into the front line. Our line took a position behind a line of fence. A brisk fusillade ensued; a shout, a rush, and the day was won. The enemy fled in confusion, leaving killed, wounded, artillery. and prisoners in our hands. 
— Рапорт Шипа
Брекинридж приостановил наступление, чтобы подтянуть обозы и пополнить боеприпасы. Когда пехота разобрала боеприпасы, прибыл Имбоден и сообщил, что река слишком полноводна, чтобы чрез неё можно было переправиться. К северянам прибыл Салливан с 28 и 116 огайскими полками. Зигель решил разместить арьергард на Рудс-Хилл, поместив Салливана восточнее шоссе, кавалерию Стейхла к западу, а артиллерию позади линий. Решив, что его люди измотаны боем и растратили припасы, Зигель решил отступить назад за Шенандоа. Им удалось отойти за реку и сжечь мосты, прежде чем южане захватили их.
- Ферма Башонга (вид с запада)
- Ограда сада Башонга
- Ограда сада и «поле потерянных башмаков»
- Мемориальное орудие на месте батареи Фон Клейсера

## Последствия
Рапорт Брекинриджа о ходе сражения был краток, всего в две строки текста: «Этим утром, в двух милях от Нью-Маркета, мой отряд встретил противника под командованием Франца Зигеля, наступающего по долине, и разбил его, нанеся тяжелые потери. События происходили около реки Шенандоа. Противник бежал за северный рукав Шенандоа и сжег мосты за собой».

## В кино
В 2014 году режиссёр Шон Макнамара снял фильм «Field of Lost Shoes».